# 牟山水库
牟山水库，位于中国山东省安丘市西南，潍汶河中下游，是一座具有防洪、灌溉、城市供水和淡水养殖等综合效益的大型水库，为安丘市城区唯一的水源地。水库于1960年建成，集水面积1262平方公里，总库容3.08亿立方米。大坝全长5870米，其中主河槽段长1000米，为黏土心墙砂壳坝；两岸阶地段长4870米，为均质土坝。水库灌区面积2.6万公顷，有效灌溉面积1.6万公顷。